# Parigné-l'Évêque
Parigné-l'Évêque és un municipi francès situat al departament del Sarthe i a la regió de País del Loira. L'any 2007 tenia 4.678 habitants.

## Demografia

### Població
El 2007 la població de fet de Parigné-l'Évêque era de 4.678 persones. Hi havia 1.740 famílies de les quals 380 eren unipersonals (132 homes vivint sols i 248 dones vivint soles), 660 parelles sense fills, 624 parelles amb fills i 76 famílies monoparentals amb fills.
La població ha evolucionat segons el següent gràfic:
Habitants censats

### Habitatges
El 2007 hi havia 1.926 habitatges, 1.766 eren l'habitatge principal de la família, 44 eren segones residències i 116 estaven desocupats. 1.768 eren cases i 152 eren apartaments. Dels 1.766 habitatges principals, 1.377 estaven ocupats pels seus propietaris, 360 estaven llogats i ocupats pels llogaters i 29 estaven cedits a títol gratuït; 11 tenien una cambra, 109 en tenien dues, 283 en tenien tres, 491 en tenien quatre i 873 en tenien cinc o més. 1.373 habitatges disposaven pel capbaix d'una plaça de pàrquing. A 634 habitatges hi havia un automòbil i a 991 n'hi havia dos o més.

### Piràmide de població
La piràmide de població per edats i sexe el 2009 era:
| Homes | Edats   | Dones |
| ----- | ------- | ----- |
| 0     | 95 o +  | 8     |
| 4     | 90 a 94 | 8     |
| 28    | 85 a 89 | 28    |
| 32    | 80 a 84 | 40    |
| 80    | 75 a 79 | 84    |
| 60    | 70 a 74 | 84    |
| 104   | 65 a 69 | 104   |
| 112   | 60 a 64 | 104   |
| 116   | 55 a 59 | 100   |
| 148   | 50 a 54 | 168   |
| 196   | 45 a 49 | 180   |
| 180   | 40 a 44 | 160   |
| 200   | 35 a 39 | 192   |
| 164   | 30 a 34 | 176   |
| 100   | 25 a 29 | 120   |
| 89    | 20 a 24 | 88    |
| 184   | 15 a 19 | 188   |
| 144   | 10 a 14 | 184   |
| 148   | 5 a 9   | 160   |
| 140   | 0 a 4   | 116   |

## Economia
El 2007 la població en edat de treballar era de 2.985 persones, 2.123 eren actives i 862 eren inactives. De les 2.123 persones actives 2.018 estaven ocupades (1.051 homes i 967 dones) i 105 estaven aturades (51 homes i 54 dones). De les 862 persones inactives 384 estaven jubilades, 285 estaven estudiant i 193 estaven classificades com a «altres inactius».

### Ingressos
El 2009 a Parigné-l'Évêque hi havia 1.790 unitats fiscals que integraven 4.523 persones, la mediana anual d'ingressos fiscals per persona era de 19.286 €.

### Activitats econòmiques
Dels 143 establiments que hi havia el 2007, 1 era d'una empresa extractiva, 4 d'empreses alimentàries, 1 d'una empresa de fabricació de material elèctric, 3 d'empreses de fabricació d'altres productes industrials, 22 d'empreses de construcció, 23 d'empreses de comerç i reparació d'automòbils, 5 d'empreses de transport, 8 d'empreses d'hostatgeria i restauració, 1 d'una empresa d'informació i comunicació, 10 d'empreses financeres, 10 d'empreses immobiliàries, 16 d'empreses de serveis, 24 d'entitats de l'administració pública i 15 d'empreses classificades com a «altres activitats de serveis».
Dels 55 establiments de servei als particulars que hi havia el 2009, 1 era una gendarmeria, 1 oficina de correu, 4 oficines bancàries, 1 funerària, 4 tallers de reparació d'automòbils i de material agrícola, 1 taller d'inspecció tècnica de vehicles, 3 autoescoles, 3 paletes, 1 guixaire pintor, 9 fusteries, 6 lampisteries, 2 electricistes, 1 empresa de construcció, 4 perruqueries, 2 veterinaris, 3 restaurants, 6 agències immobiliàries, 1 tintoreria i 2 salons de bellesa.
Dels 12 establiments comercials que hi havia el 2009, 1 era un hipermercat, 1 un supermercat, 2 grans superfícies de material de bricolatge, 3 fleques, 2 carnisseries, 1 una botiga d'equipament de la llar, 1 una botiga d'electrodomèstics i 1 una floristeria.
L'any 2000 a Parigné-l'Évêque hi havia 58 explotacions agrícoles que ocupaven un total de 1.650 hectàrees.

## Equipaments sanitaris i escolars
El 2009 hi havia 1 hospital de tractaments de mitja durada (seguiment i rehabilitació), 2 farmàcies i 2 ambulàncies.
El 2009 hi havia 1 escola maternal i 2 escoles elementals. Parigné-l'Évêque disposava d'un col·legi d'educació secundària amb 474 alumnes.

## Poblacions més properes
El següent diagrama mostra les poblacions més properes.